# Christian Camargo
Pour les articles homonymes, voir Camargo.
Christian Camargo est un acteur américain né à New York le 7 juillet 1971. Il est surtout connu pour son rôle de Rudy Cooper dans la série télévisée Dexter.

## Biographie
Camargo, né Christian Minnick à New York, fils de l'actrice Victoria Wyndham et petit-fils de l'acteur Ralph Camargo. Il est diplômé en 1992 de Hobart College. Il était le directeur de programme de WEOS, la station de radio publique du collège.
Camargo est diplômé de l'école Juilliard, où il était membre du groupe 25 de la Division dramatique (1992-1996). Il a ensuite joué dans la production de Broadway de David Hare's Skylight avec Michael Gambon (Theatre World Award). De là, Camargo est allé en Angleterre pour rejoindre la société inaugurale du Globe Theatre de Shakespeare sur le Southbank. Il a rencontré sa future femme, l'actrice anglaise Juliet Rylance, là-bas.

## Carrière
En 2008, Camargo a joué en face de Dianne Wiest, John Lithgow et Katie Holmes dans All My Sons d'Arthur Miller sur Broadway. Au début de 2009, il a tenu le rôle-titre dans le théâtre pour la production d'un nouveau public de Hamlet. [5] Il a remporté une nomination à la société Obie et Drama pour sa performance. Le spectacle a duré jusqu'au 12 avril 2009.
Camargo a dépeint Orlando dans la présentation du projet Bridge de Shakespeare Comme il vous plaira à Brooklyn, New York. En février 2010, il a joué Ariel dans la version de La Tempête de Shakespeare. Les deux pièces ont été dirigées par le réalisateur britannique Sam Mendes. Le 30 septembre 2010, il a été jeté comme Eleazar dans The Twilight Saga: Breaking Dawn, parties 1 et 2.
Camargo a écrit et dirigé Days and Nights, un récit moderne de The Seagull d'Anton Chekhov, produit par son épouse, l'actrice Juliet Rylance, avec Barbara Romer, fondatrice du New Globe Theatre. Le film était prévu pour une version de 2014. Il a récemment dépeint Mercutio dans le renouveau Broadway 2013 de Romeo et Juliet, réalisé par David Leveaux et animé par Orlando Bloom comme Romeo et Condola Rashād comme Juliet. Il a tenu le rôle de Wade Crocker lors de la troisième saison de Syfy's Haven.
Camargo a interprété le personnage principal de Pericles, dirigée par Trevor Nunn, de février à avril 2016, au Theatre for a New Audience (en). En mai de cette année, il a tenu le rôle de Dracula lors de la troisième saison de Penny Dreadful sur Showtime.
En mars et avril 2017, Camargo interprète un Robert Evans au milieu de sa carrière dans l'adaptation scénique de son autobiographie The Kid Stays in the Picture de Simon McBurney, organisée au Royal Court Theatre de Londres.

## Vie privée
En novembre 2008, Camargo a épousé l'actrice britannique Juliet Rylance, aujourd'hui divorcé depuis 2016.

## Filmographie

### Cinéma
- 1999 : Picture This. Rôle :  Frank Ryan
- 1999 : Guns 1748 (Plunkett & Macleane) de Jake Scott. Rôle : Lord Pelham
- 1999 : Central Park Story (Harlem Aria) de William Jennings. Rôle : Matthew
- 1999 : Story of a Bad Boy. Rôle :  Noel
- 2001 : Double Bang (en) de Heywood Gould. Rôle :  Brian Jacobs
- 2002 : K-19 : le piège des profondeurs (K-19 : the Widowmaker) de Kathryn Bigelow. Rôle : Pavel Loktev
- 2005 : Welcome to California Rôle : Jimmy Smith
- 2006 : The Picture of Dorian Gray de Duncan Roy. Rôle : Henry Wotton
- 2006 : Find Love. Rôle :  He
- 2007 : The Cry. Rôle :  Alex Scott
- 2008 : Benjamin Gates et le Livre des secrets (National Treasure 2: the Book of Secrets) de Jon Turteltaub. Rôle : John Wilkes Booth
- 2008 : Henry May Long de Randy Sharp. Rôle : Henry May
- 2009 : Démineurs (The Hurt Locker) de Kathryn Bigelow. Rôle : Colonel John Cambridge
- 2011 : Twilight, chapitre IV : 
Révélation (partie 1) (The Twilight Saga: Breaking Dawn) : Eleazar
- 2012 : Twilight, chapitre IV : 
Révélation (partie 2) (The Twilight Saga: Breaking Dawn) : Eleazar
- 2013 : Europa Report de Sebastián Cordero : Daniel Luxembourg
- 2022 : The Last Manhunt de Christian Camargo : Sheriff Wilson

### Télévision
- 1998 : Haine et Passion : Mark Endicott
- 2002 : Hôpital San Francisco (Presidio Med) (série télévisée). Rôle : Peter Witowski
- 2003 : Boomtown : Bradley Dawson
- 2003 : FBI : Portés disparus (Without A Trace) : Freddy Cattan
- 2003 : Les Experts (CSI : Crime Scene Investigation) : Michael Fife
- 2004 : Karen Sisco : Lex
- 2005 : Ghost Whisperer : Brad Paulson
- 2005 : Wanted : Gordon Bianco
- 2006 : Studio 60 on the Sunset Strip : Acteur qui joue Keith Richards
- 2006 - 2011 : Dexter : Rudy Cooper/Brian Moser
- 2008 : The Cleaner : Michael Davis
- 2009 : Numb3rs (saison 6 épisode 3) Le clône : Dr Trey Bramon
- 2010 : Médium (saison 7 épisode 12) : Jeremy Haas
- 2011 : Mentalist (saison 4 épisode 4) : Henry Tibbs
- 2013 : Les Mystères de Haven : Wade Crocker, demi-frère de Duke
- 2014 : Elementary (saison 3, épisode 7) : Chris Santos
- 2015 : House of Cards : Michael Corrigan
- 2016 : Penny Dreadful (saison 3) : Dr Alexander Sweet / Dracula
- 2017 : Wormwood (mini-série) : docteur Robert Lashbrook
- 2019 : See : Tamacti Jun

## Voix françaises
- Anatole de Bodinat dans :
  - Dexter (série télévisée)
  - Twilight, Chapitre IV : Révélation partie 1
  - Twilight, Chapitre V : Révélation partie 2
  - Mentalist (série télévisée)
  - House of Cards (série télévisée)

- Thomas Roditi dans : 
  - Central Park Story
  - Haven (série télévisée)

et aussi
- Arnaud Arbessier dans FBI Portés Disparus (série télévisée)
- Guillaume Lebon dans Karen Sisco (série télévisée)
- Bertrand Liebert dans Ghost Whisperer (série télévisée)
- Pierre-François Pistorio dans Démineurs
- Bernard Gabay dans Penny Dreadful (série télévisée)
- Emmanuel Curtil dans Wormwood (mini-série)
- Julien Meunier dans See (série télévisée)